# Paweł Przytocki
Paweł Przytocki (ur. 13 września 1958, w Krośnie) – polski dyrygent.

## Życiorys
Absolwent Akademii Muzycznej w Krakowie w klasie dyrygentury prof. Jerzego Katlewicza (1985). Uczestniczył w kursach mistrzowskich Helmutha Rillinga. W 2014 uzyskał stopień doktora habilitowanego w dziedzinie sztuk muzycznych, w dyscyplinie artystycznej dyrygentura.
Przytocki był dyrygentem i dyrektorem artystycznym Filharmonii Bałtyckiej w Gdańsku (1988 – 1991), dyrektorem artystycznym Filharmonii im. Artura Rubinsteina w Łodzi (1995 – 1997), dyrygentem Teatru Wielkiego Opery Narodowej w Warszawie (od 2005), dyrektorem naczelnym i artystycznym Filharmonii im. Karola Szymanowskiego w Krakowie (marzec 2009 – wrzesień 2012).
Współpracował z polskimi orkiestrami filharmonicznymi oraz z orkiestrami symfonicznymi i kameralnymi za granicą. Dokonał nagrań dla wytwórni DUX, Aurophon i Point Classics.
Od 2007 roku jest wykładowcą krakowskiej Akademii Muzycznej, gdzie prowadzi swoją klasę dyrygentury.
Od sezonu 2017/2018 jest dyrektorem artystycznym Filharmonii Łódzkiej im. Artura Rubinsteina.
Mieszka w Krakowie.